# Mi gorda bella
Mi gorda bella é uma telenovela venezuelana produzida pelo RCTV e exibida entre 20 de novembro de 2002 e 26 de setembro de 2003.
É uma historia original de Carolina Espada, e foi escrita por Rossana Negrín.
Foi protagonizada por Natalia Streignard e Juan Pablo Raba e antagonizada por Hilda Abrahamz.

## Elenco
- Natalia Streignard - Valentina Villanueva Lanz / Bella de la Rosa Montiel
- Juan Pablo Raba - Oréstes Villanueva Mercouri / Oréstes Sevilla Crespo / "Lirio de Plata"
- Hilda Abrahamz - Olimpia Mercouri de Villanueva / María Joaquina Crespo
- Flavio Caballero - Juan Ángel Villanueva
- Emma Rabbe - Tza-Tzá "Sasá" Josefina Lanz Álvarado
- Norkys Batista - Chiquinquirá "La Chiqui" Lorenz Rivero
- Jerónimo Gil - Franklin de Jesús Carreño Páez
- Marianela González - Pandora Emilia Villanueva Mercouri / Hugo Fuguett
- Luciano D' Alessandro - Román Fonseca
- Belén Marrero - Camelia "La Muñeca" Rivero de Lorenz
- Félix Loreto - Lorenzo Lorenz "Lolo"
- Marcos Moreno - Roque Juliá
- Amalia Pérez Díaz (†) - Celeste Villanueva Arismendi de Dupont
- Carlos Márquez (†) - Don Segundo Villanueva Arismendi
- Ana Beatriz Osorio - Beatriz "Bea" Teresa Carreño Páez
- Daniel Blasco - Samuel Robinson
- Aileen Celeste - Ariadna Margarita Villanueva Mercouri
- Abelardo Behna - Alejandro Silva
- Prakriti Maduro - Ninfa del Valle
- Carlos Felipe Álvarez - Aquiles Villanueva Mercouri
- Hugo Vásquez - Jordi Rosales Vizoso / Marianela "Nela" Lozada
- Sandra Martínez - Fabiola Fonseca
- Elisa Stella - Doña Elena
- Eric Noriega - Benigno Matiz
- Martha Pabón - Gladiola Páez Vda. de Carreño
- Miguel Ángel Pérez - Boligoma
- Mayra Africano - Nereida López
- Jeanette Flores - Consuelo "Consuelito"
- Gabriela Santeliz - Rita
- Enrique Izquierdo - Macedonio Ortega
- Jesús Seijas - Mateo
- Soraya Sanz - Dolores "Mamá Dolores" Sánchez
- José Carlos Grillet - Daniel Eduardo
- Mimí Lazo - Eva Lanz Álvarado Vda. de Villanueva
- Manuel Salazar - Luis Felipe Villanueva
- Milena Torres - Leticia
- Nattalie Cortéz - Jessica López "J-Lo" / "La Pomposa"
- Kareliz Ollarves - Deborah Pereira
- Laureano Olivares - Caregato
- Rodolfo Renwick - Jorge Campos
- Sonia Villamizar - Natalia
- Aleska Díaz-Granados - Vivian Durán
- Daniel Alvarado - José Manuel Sevilla "El Capitán Sevilla" (El Lirio de Plata Original)
- José Manuel Ascensao - Ezquinaci
- Ileana Alomá - Josefa "Pepita" López Castro
- Jose Ángel Ávila - José Ignacio Pacheco
- Kelvin Elizonde - Juan Carlos
- Edgar Gómez - Comisario Agustín Pantoja
- Dora Mazzone - Angélica
- Sandy Olivares - Javier
- Kristin Pardo - Carmen
- Israel Báez - Guillermo Andrés
- Manuel Sosa - Joel
- Winston Vallenilla - Él mismo
- Ivette Domínguez - La Gran Titina
- Virginia Urdaneta - Ella misma

## Versões
- Em 2010, a Televisa realizou uma versão na novela, intitulada Llena de amor. Produzida por Angelli Nesma Medina e foi protagonizada por Ariadne Díaz e Valentino Lanus[3].